# Portland (Tennessee)
Portland es una ciudad ubicada en el condado de Sumner en el estado estadounidense de Tennessee. En el Censo de 2010 tenía una población de 11.480 habitantes y una densidad poblacional de 310,5 personas por km².

## Geografía
Portland se encuentra ubicada en las coordenadas 36°35′10″N 86°31′6″O / 36.58611, -86.51833. Según la Oficina del Censo de los Estados Unidos, Portland tiene una superficie total de 36.97 km², de la cual 36.93 km² corresponden a tierra firme y (0.13%) 0.05 km² es agua.

## Demografía
Según el censo de 2010, había 11.480 personas residiendo en Portland. La densidad de población era de 310,5 hab./km². De los 11.480 habitantes, Portland estaba compuesto por el 92.38% blancos, el 3.49% eran afroamericanos, el 0.3% eran amerindios, el 0.54% eran asiáticos, el 0.05% eran isleños del Pacífico, el 1.53% eran de otras razas y el 1.7% pertenecían a dos o más razas. Del total de la población el 3.94% eran hispanos o latinos de cualquier raza.